# 大哈姆里
大哈姆里是捷克的城鎮，位於該國北部，距離亞布洛內茨約11公里，由利貝雷茨州負責管轄，面積9.31平方公里，海拔高度412米，2007年人口2,818。
50°43′N 15°19′E / 50.717°N 15.317°E